# Бастроп (окръг, Тексас)
Окръг Бастроп (на английски: Bastrop County) е окръг в щата Тексас, Съединени американски щати. Площта му е 2321 km², а населението - 57 733 души (2000). Административен център е град Бастроп.